# العلاقات السلوفاكية الناميبية
العلاقات السلوفاكية الناميبية هي العلاقات الثنائية التي تجمع بين سلوفاكيا وناميبيا.

## مقارنة بين البلدين
هذه مقارنة عامة ومرجعية للدولتين:
| وجه المقارنة                                              | سلوفاكيا                                                       | ناميبيا      |
| --------------------------------------------------------- | -------------------------------------------------------------- | ------------ |
| المساحة (كم2)                                             | 49.03 ألف                                                      | 825.62 ألف   |
| عدد السكان (نسمة)                                         | 5.44 مليون                                                     | 2.53 مليون   |
| الكثافة السكانية (ن./كم²)                                 | 110.95                                                         | 3.06         |
| العاصمة                                                   | براتيسلافا                                                     | ويندهوك      |
| اللغة الرسمية                                             | اللغة السلوفاكية                                               | لغة إنجليزية |
| العملة                                                    | كرونة سلوفاكية، يورو                                           | دولار ناميبي |
| الناتج المحلي الإجمالي (بليون دولار)                      | 95.77 مليار                                                    | 13.24 مليار  |
| الناتج المحلي الإجمالي (تعادل القوة الشرائية) بليون دولار | 162.34 مليار                                                   | 25.60 مليار  |
| الناتج المحلي الإجمالي الاسمي للفرد دولار أمريكي          | 16.09 ألف                                                      | 4.67 ألف     |
| الناتج المحلي الإجمالي للفرد دولار أمريكي                 | 30.46 ألف                                                      | 9.96 ألف     |
| مؤشر التنمية البشرية                                      | 0.844                                                          | 0.628        |
| رمز المكالمات الدولي                                      | +421                                                           | +264         |
| رمز الإنترنت                                              | .sk                                                            | .na          |
| المنطقة الزمنية                                           | توقيت وسط أوروبا، ت ع م+01:00، ت ع م+02:00، أوروبا/براتيسلافا ‏ | ت ع م+02:00  |

## منظمات دولية مشتركة
يشترك البلدان في عضوية مجموعة من المنظمات الدولية، منها:
| علم المنظمة | اسم المنظمة                        | تاريخ انضمام سلوفاكيا | تاريخ انضمام ناميبيا |
| ----------- | ---------------------------------- | --------------------- | -------------------- |
|             | يونسكو                             | 9 فبراير 1993         | 2 نوفمبر 1978        |
|             | وكالة ضمان الاستثمار متعدد الأطراف | 1993                  | 25 سبتمبر 1990       |
|             | الأمم المتحدة                      | 19 يناير 1993         | 23 أبريل 1990        |
|             | الاتحاد البريدي العالمي            | ?                     | ?                    |
|             | البنك الدولي للإنشاء والتعمير      | 1993                  | 25 سبتمبر 1990       |
|             | الاتحاد الدولي للاتصالات           | 23 فبراير 1993        | 25 يناير 1984        |
|             | منظمة حظر الأسلحة الكيميائية       | ?                     | ?                    |
|             | مؤسسة التمويل الدولية              | 1993                  | 25 سبتمبر 1990       |
|             | منظمة التجارة العالمية             | ?                     | ?                    |
|             | منظمة الشرطة الجنائية الدولية      | ?                     | ?                    |

## وصلات خارجية
- موقع وزارة الخارجية السلوفاكية